# Canabae
Canabae legionis – cywilne osiedle rzemieślniczo-handlowe położone w bezpośrednim sąsiedztwie, lecz poza obrębem castra Romana – umocnionego rzymskiego obozu wojskowego. Zamieszkiwane przez osoby świadczące usługi wojsku, rodziny żołnierzy oraz byłych legionistów po odbyciu służby wojskowej.
Osiedla te odegrały znaczną rolę w rozwijaniu wymiany handlowej z rdzenną ludnością, jako miejsca targów rzymsko-barbarzyńskich, były też niezbędne do zaopatrzenia stacjonującej armii. Od 2. połowy I wieku wiele z nich zmieniało się w miasta, przyczyniając się do urbanizacji podbijanych terenów.